# 里布 (瓦尔省)
里布（法語：Riboux，法語發音：[ʁibu]）是法国普罗旺斯-阿尔卑斯-蓝色海岸大区瓦尔省的一个市镇，属于土伦区。

## 地理
里布（43°18'12"N, 5°45'23"E）面积13.48 平方千米，位于法国普罗旺斯-阿尔卑斯-蓝色海岸大区瓦尔省，该省份为法国东南部沿海省份，北起上普罗旺斯阿尔卑斯省，西北角与沃克吕兹省接壤，西接罗讷河口省，南濒地中海，东临滨海阿尔卑斯省。
与里布接壤的市镇（或旧市镇、城区）包括：屈日莱潘、普朗多普斯圣博姆、锡涅。

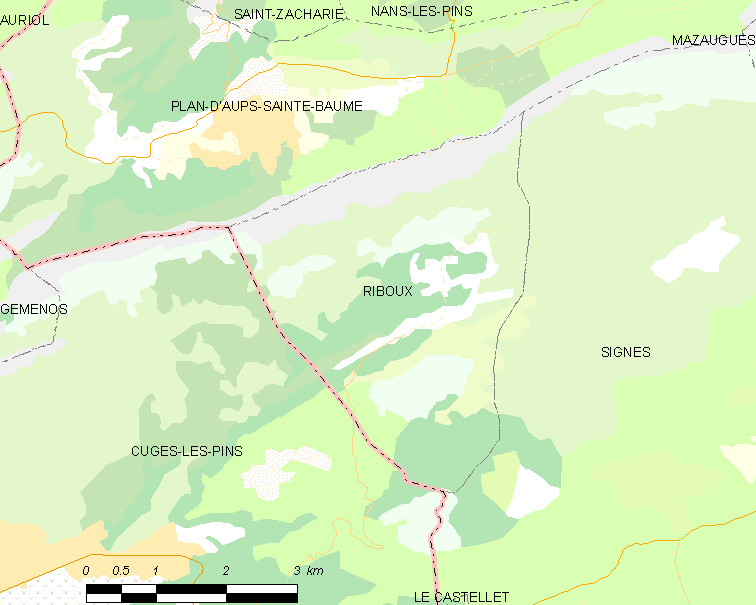
的OSM定位图

里布的时区为UTC+01:00、UTC+02:00（夏令时）。

## 行政
里布的邮政编码为13780，INSEE市镇编码为83105。

## 政治
里布所属的省级选区为滨海圣西尔县。

## 人口

1962-2008年间人口变化图示

里布于2022年1月1日时的人口数量为51人。